# 塔赫辛帕夏
塔赫辛帕夏（土耳其語：Tahsin Paşa；1859年？月？日—1930年？月？日），是奥斯曼帝国蘇丹阿卜杜勒-哈米德二世处理政务时的左膀右臂，先后在内政部、海军部工作。1894年为苏丹秘书机构（Mâbeyn-iHümâyun）的首席职员。1930年在伊斯坦布尔去世。

## 著作
- 《Sultan Abdülhamid'in Sirdasi: Tahsin Pasanin Yildiz Sarayi Hatiralari》